# Pizza

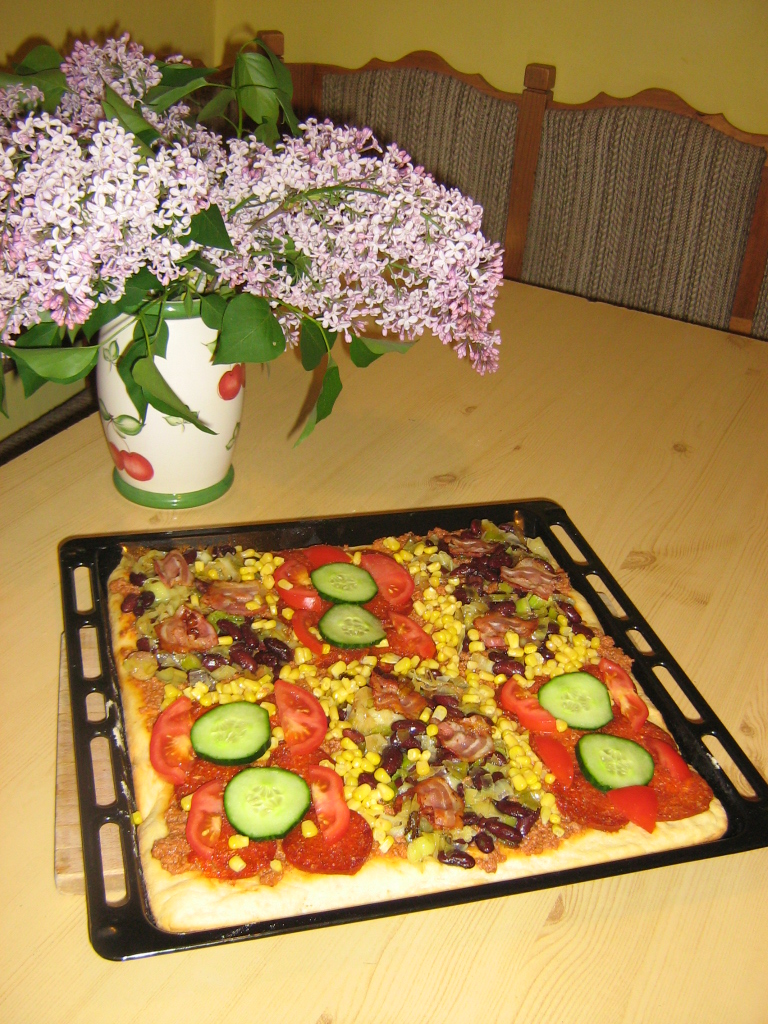
Pizza hagymás babbal és kolbászos feltéttel

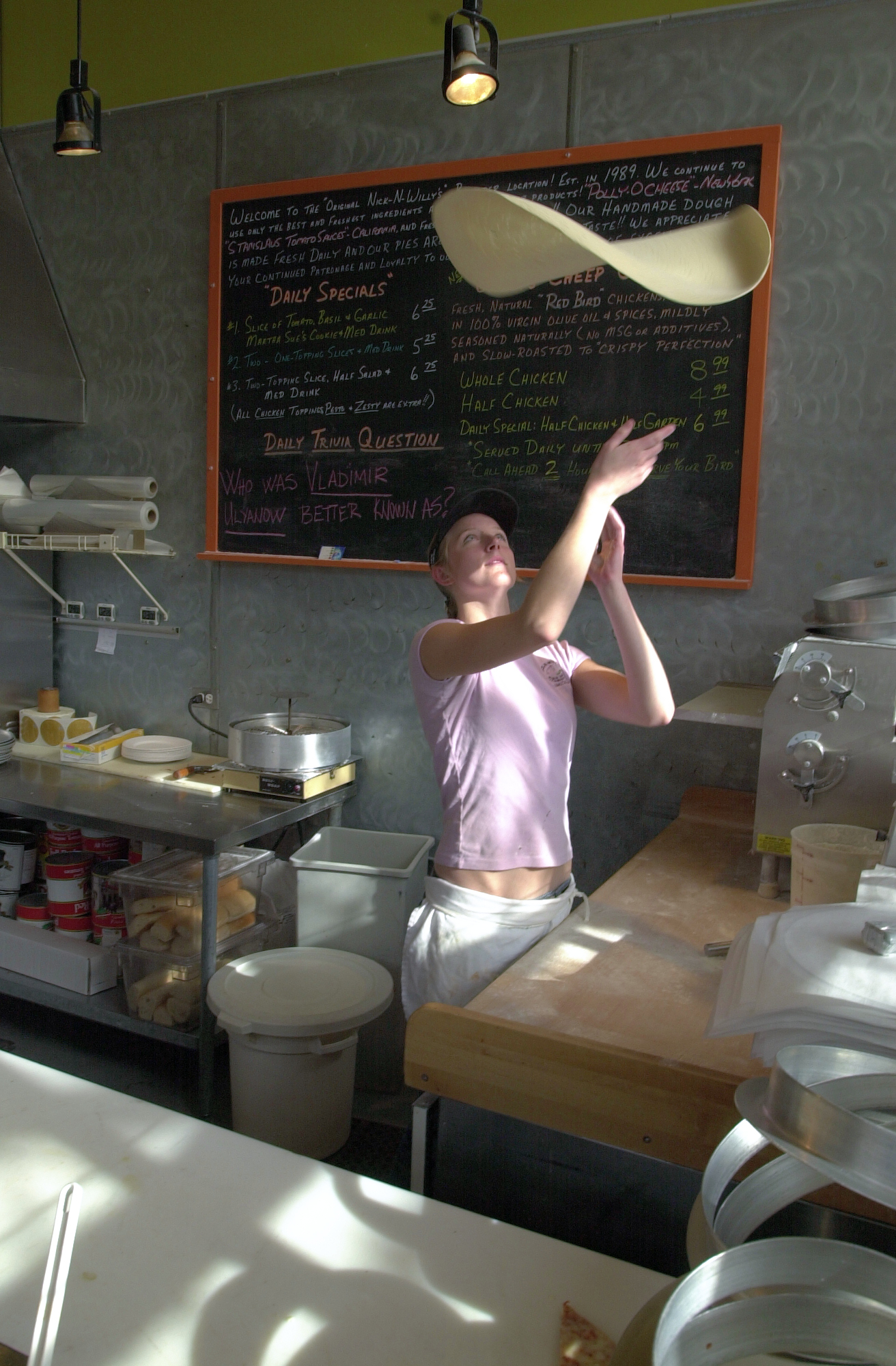
Pizzakészítő

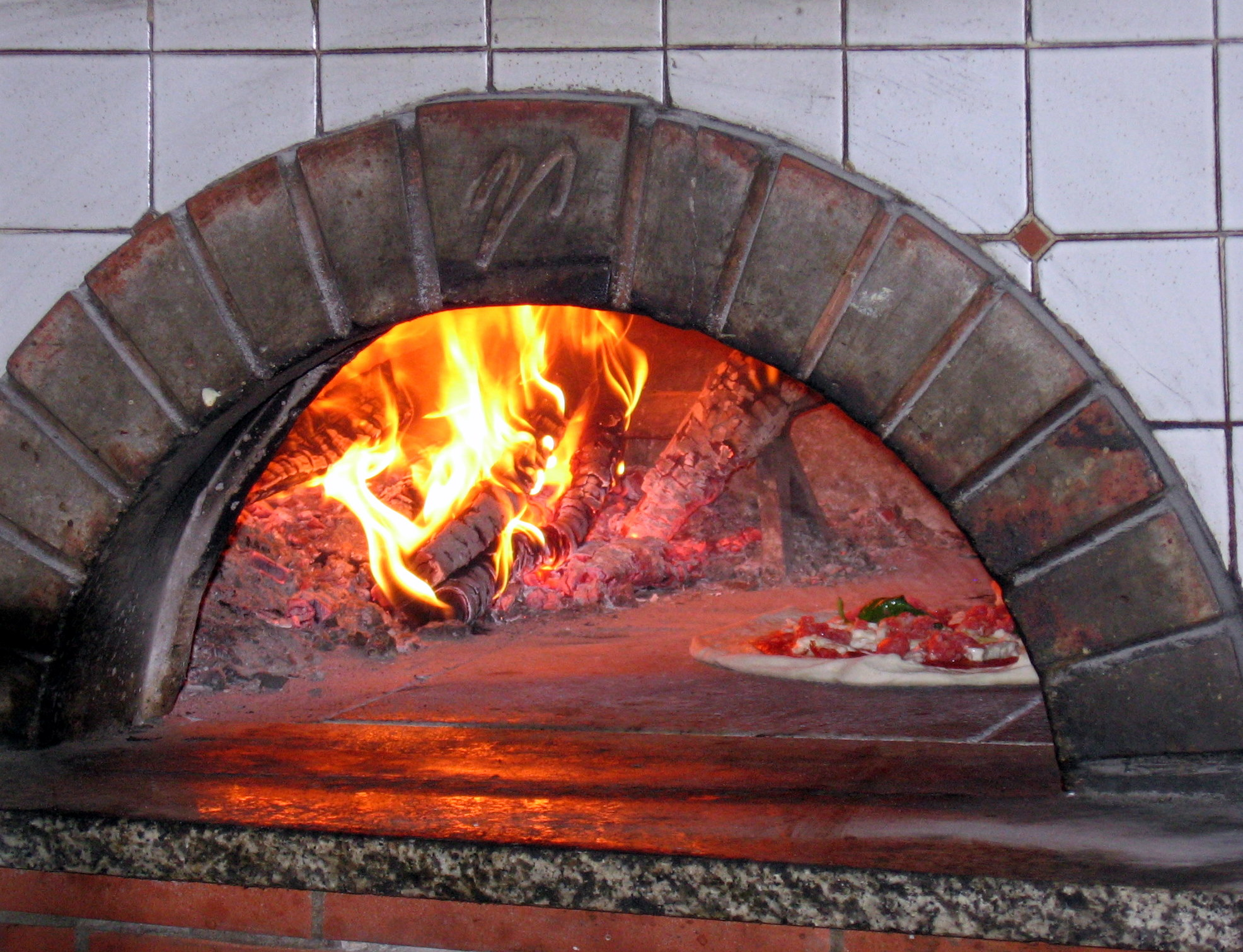
Pizzasütő kemence

A pizza olasz eredetű étel, ami mára az egész világon elterjedt. Alapja egy kelttésztából készült vékony lepénykenyér, melyet paradicsom- vagy tejfölalapú szósszal borítanak, és erre különféle feltétek kerülnek (leggyakoribbak a különféle zöldségek, gomba és felvágottak), a tésztát végül reszelt sajttal szórják meg és sütőben megsütik. Jellegzetes fűszerei közé tartozik az oregánó és a pepperoni. Megsütése eredetileg kemencében történik.
Az eredeti olasz pizzára mozzarellát, bazsalikomot és olívaolajat tesznek, erre kerülhet további feltét. A leghíresebb a "pizza Margherita", ami a legegyszerűbb, de egyben az olaszok által legkedveltebb fajta. 
Neve eredetileg különféle, kelttészta-alapú ételeket jelentett, valószínűleg a picea szóból ered, mely a latin pincere (összegyúrni) szóból származik. Bár szülőhazája Olaszország, rengeteg olyan változata alakult ki, melyek más tájak konyhaművészetének jellegzetességeit viselik magukon, ilyen például az ananászos-sonkás hawaii pizza, a kukoricás mexikói, vagy a csípős, kolbászos magyaros pizza. A változatos feltétek nélküli, csak paradicsomszósszal, bazsalikommal és mozzarellával ízesített „alap”-pizzát pizza margheritának hívják. A félbehajtott pizza neve calzone.

## Története
A pizza első megjelenése a dél-itáliai görög kolóniák (Magna Graecia) idejére tehető, Vergilius Aeneisében említik először. Az i. e. 3. században Marcus Porcius Cato Maior a Róma történetéről írt munkájában említ egy „lapos kelt tésztát, melyet olívaolajjal, fűszerekkel és mézzel édesítenek, és köveken sütnek meg”. Pompeii városában a régészek feltárták a mai modern pizzériák elődjeit. Az ókori Egyiptomban is megjelent, a fáraók születésnapjára gyógynövényekkel ízesített lapos kenyérkéket sütöttek, Hérodotosz görög történetíró leírása szerint ezek a babiloni receptek nagyon hasonlítottak a mai pizza tésztájára.
A középkorban, 997-ben is feltűnt a pizza szó, ami akkoriban egyszerűen lepényt jelentett. A pékek arra használták, hogy kenyérsütés előtt megnézzék, eléggé felhevült-e a kemence. A kenyérsütés befejeztével pedig kihasználták a parázs melegét.
Az ókori római pizzaféleségek még nagy mértékben különböztek a maiaktól. A 19. századig az úgynevezett fehér pizzák készültek. A pizzatésztát tejföllel, vagy zsírral kenték meg, erre az alapra tették a feltéteket.
A paradicsomot ekkor Európában még nem ismerték, ahogy az indiai vízibivalyt sem, amelynek tejéből az igazi mozzarellasajt készül. A paradicsomot eleinte mérgezőnek hitték, és nem használták étkezéshez, a 18. század végére azonban elterjedt, és Nápoly környékén elkezdték ezzel ízesíteni a pizzákat. Az új ételfajta nagy népszerűségre tett szert és helyi nevezetességnek számított.
A modern pizza feltalálását a nápolyi Raffaele Espositónak tulajdonítják, aki az 1780-ban alapított és ma a Pizzeria Brandi néven még mindig működő Pietro… e basta così sütődében dolgozott, és 1889-ben I. Umberto király és Margit királyné látogatása alkalmából különleges pizzát készített. A pizza az olasz nemzeti színekben készült: zöld (bazsalikom), fehér (mozzarella) és piros (paradicsom), és készítője a királynéról nevezte el. Ebből alakult ki a mai pizza.
Kb. 1830-ig utcai árusok árulták a pizzát, majd Nápolyban megnyílt az első igazi pizzéria, az Antica Pizzeria, ami még mindig működik a Via Port'Alba 18. szám alatt.
A 19. században az olasz bevándorlók magukkal vitték a pizzakészítés mesterségét Amerikába, ahonnan az 1950-es években indult világhódító útjára.

### Magyar említések

#### 1845
Az egyik legelső említés Szentál György ügyvéd tollából való, aki itáliai utazása nyomán 1845-ben írt a nápolyi hordárokról (lazzarone), itt a pizzát mint "málé" említi: (kukorica)lepény.
"A’ lazzarone a’ természet legidősb fija, a’ nap sugarai az ő számára sütnek, a’ tenger az ő kedvéért hullámzik, minden teremtmény azért van, hogy rá mosolyogjon. Más embernek háza, mulatókertje, palotája van, a’ lazzaroneé a’ világ. A’ lazzaronenak nincs ura, nincs törvénye; a’ lazzarone nem ismeri a’ társasági szükségeket; alszik, ha álmos; eszik, ha éhes; iszik, mikor megszomjazott. A’ lazzarone ugyan a' mindent megemésztő állatok közé tartozik, de közönségesen csak egy ételt eszik, télen málét (pizza) nyáron dinnyehajat. Más nép pihen, ha kifáradt a’ dologtól, ő ellenben dolgozik, ha kifáradt a’ pihenéstől, egy órát, felet, tizperczet, egy pillanatot, mivel többet keres, mint a mennyi untig elég egyheti élelmére ’stb.‘ 

E’ dolog többnyire valami csekély teher elhordása, miért is igazi nevök: teherhordók, facchini; többnyire "Lázár"-nak hívják őket, innen azután a’ Lazzarone nevezet, mellyet a’ költészet egész nimbusa övez körül. A’ különbség a’ mi közönséges teherhordónk ’s a’ nápolyi közt az öltözetben van, ’s abban, hogy ez taliga helyett fonott hosszú kast használ, melly egyszersmind hálószobája; különben ő is szintúgy tud zsarolni, ő is szintollyan goromba mint a’ mi betyáraink, csakhogy még merészebb, mert tudja, hogy egy légió támad föl mellette.

#### 1864
A Nápolyban letelepedett levéltáros, történész Óváry Lipót a helyi nagyvárosi népi táplálkozás kapcsán, szintúgy a lazzaronék említése kapcsán definiálja 1864-ben a pizzát: lángos.
Lássuk most, mivel táplálkozik a nápolyi pór? Itt a piaczon áruba bocsátanak mindent, mi megehető, nem mondom megemészthető, s innét van, hogy a lazzarone soha sem halhat meg éhen, reá nézve nincs drágaság. Legelőbb is szemeinkbe ötlik a számos maruzzaro, csigafőző ambuláns traktor, ki 3 calliért (egy fillér) osztogatja az óriási katlanjából merített csigaleves-portrékat; – azután a pizzajudo, ki sütőlapáton egymás fölé rakott fris pizzákkal kecsegteti az éhes publikum étvágyát.

Mi az a pizza? fogják kérdezni nyájas olvasóim; – nem egyéb – lángosnál, mely Nápolyban általában oly nyalánkságot s jövedelmes élelmiczikket képez, hogy nincs utcza pizzajuolo nélkül, – s a mi nálunk (...) a jóizü magyar vacsora, – az Nápolyban a Pizzajuolo fülkéjében kedélyesen elköltött, – reszelt túróval, szardina- s paradicsom-almadarabokkal meghintett fris lángos. Jó étvágyat hozzá, – már én inkább a gulyáshúsnak adok előnyt.

#### 1885
Radó Antal tárcanovellájában a római pizzát említi ("kedves sütemény" – a korabeli szóhasználat szerint a sütemény nem csak édesség lehetett, hanem bármilyen, kemencében sült tésztaféleség, vö. péksütemény), azonban itt is felmerül egy lehetséges nápolyi szál.
A hosszú asztal szinte görnyedezett a sok „pizza romana“-tól, a rómaiak e kedves süteményétől s vége hossza nem akadt az adomázásnak, a nótának. Különösen Cecco, a vőlegény unokaöccse kacagtatott meg bennünket pajkos nápolyi dalaival, melyeket kitűnően tudott pointírozni.

#### 1931
Rejtő Jenő egy humoros írásában az 1920-as évek végén tett európai bolyongása során szerzett élményei nyomán említi a pizzát: félig sült lángos.
– Van egy elsőrangú hely, negyedóra villanyossal a maga szállodájától. Oda menjen holnap. 
 – Jó kávé van? 
 – Kávét nem lehet kapni, de kitűnő pizzát adnak. Igazi olasz étel: félig sült lángos túróval, paradicsommal és szardellapasztával.